# ミニョンのためのレクイエム
『ミニョンのためのレクイエム』（独：Requiem für Mignon, für Soli, Chor und Orchester）作品98bは、ロベルト・シューマンが初めて作曲した「死者のためのミサ曲」である。なお、作品98aは「『ヴィルヘルム・マイスター』による9つの歌曲集」である。
歌詞はゲーテの『ヴィルヘルム・マイスターの修業時代』の第8巻第8章が用いられており、通常のレクイエムで用いられているラテン語の祈祷文は一切使用されていない。また歌詞は当然ながらドイツ語で書かれている。

## 作品の概要
このレクイエムは次のような構成を持つ。
- 第1曲 Wen bringt ihr uns zur stillen Gesellschaft
- 第2曲 Ach! wie ungern brachten wir ihn her
- 第3曲 Seht die mächtigen Flügel doch an!
- 第4曲 In euch lebe die bildende Kraft
- 第5曲 Kinder, kehret in's Leben zurück!
- 第6曲 Kinder, eilet in's Leben hin an!

演奏時間：約15分

### 編成
フルート2、オーボエ2、クラリネット（変ロ）2、ファゴット2、ホルン（変ホ）2、トランペット（へ）2、アルトトロンボーン、テナートロンボーン、バストロンボーン、ティンパニ、ハープ（随意）、弦五部、ソプラノ2、アルト2、バス、混声四部合唱